# 린펀시
린펀(중국어: 临汾, 병음: Línfén)은 중국 산시성의 남부에 위치한 행정 구역이다. 린펀은 펀허의 기슭에 위치해 있고 춘추전국시대에는 평양(平阳)으로 불렸다. 산시 성 직하에 지급시 중 하나이고 면적은 20589평방킬로미터, 총인구는 427만 명이다.

## 역사
린펀은 화하 문화의 발상지로 《제왕세기》에 따르면 요가 도성을 둔 평양이 현재의 린펀이다. 또한 우의 구주 설치 때 기주가 설치된 곳이다.
춘추시대에는 진이 도읍을 두고 통치했고 전국시대에 진나라가 한, 위, 조로 분열하면서 한이 평양에 도읍을 두고 린펀을 통치하였다.
진이 중국을 통일하면서 군현제가 시행되고 린펀에는 하동군이 설치되어 한나라 때까지 이어졌다. 삼국시대의 247년에 위나라는 평양현을 두었다. 그 후에도 중원 지역의 요충지로서 지형적으로 가치가 높아 전조를 건국한 유연은 309년에 이곳으로 천도하였다.
북위의 지배하에 진의 고적이 있어 진주로 불리었지만 수나라 때인 583년에 임분군이 설치되어 이 명칭이 현재까지 이어지게 되었다.
중화인민공화국에 정복된 후의 1948년 2월 진난 구로 행정을 개편한 후 린펀 전구, 진난 전구, 린펀 전구로 행정의 변천이 있었다. 1978년에 린펀 행정공서가 성립되고, 1983년에는 린펀 시가 성립하였으며 2000년 11월 1일에 지급시로 승격하여 현재에 이르고있다.

## 경제
린펀의 주요 산업은 석탄 채굴과 식품 가공업이다.

## 기후
| 린펀시의 기후                                                 | 린펀시의 기후 | 린펀시의 기후 | 린펀시의 기후 | 린펀시의 기후 | 린펀시의 기후 | 린펀시의 기후 | 린펀시의 기후 | 린펀시의 기후 | 린펀시의 기후 | 린펀시의 기후 | 린펀시의 기후 | 린펀시의 기후 | 린펀시의 기후 |
| 월                                                            | 1월           | 2월           | 3월           | 4월           | 5월           | 6월           | 7월           | 8월           | 9월           | 10월          | 11월          | 12월          | 연간          |
| ------------------------------------------------------------- | ------------- | ------------- | ------------- | ------------- | ------------- | ------------- | ------------- | ------------- | ------------- | ------------- | ------------- | ------------- | ------------- |
| 역대 최고 기온 °C (°F)                                        | 15.2 (59.4)   | 21.5 (70.7)   | 29.2 (84.6)   | 36.5 (97.7)   | 38.4 (101.1)  | 42.3 (108.1)  | 41.0 (105.8)  | 39.2 (102.6)  | 39.1 (102.4)  | 32.5 (90.5)   | 25.0 (77.0)   | 15.5 (59.9)   | 42.3 (108.1)  |
| 일평균 최고 기온 °C (°F)                                      | 4.7 (40.5)    | 9.4 (48.9)    | 16.0 (60.8)   | 22.7 (72.9)   | 27.8 (82.0)   | 32.3 (90.1)   | 33.0 (91.4)   | 31.0 (87.8)   | 26.2 (79.2)   | 19.9 (67.8)   | 12.3 (54.1)   | 5.8 (42.4)    | 20.1 (68.2)   |
| 일일 평균 기온 °C (°F)                                        | −1.5 (29.3)   | 2.8 (37.0)    | 9.1 (48.4)    | 15.7 (60.3)   | 20.9 (69.6)   | 25.5 (77.9)   | 27.2 (81.0)   | 25.5 (77.9)   | 20.4 (68.7)   | 13.7 (56.7)   | 6.2 (43.2)    | −0.1 (31.8)   | 13.8 (56.8)   |
| 일평균 최저 기온 °C (°F)                                      | −6.3 (20.7)   | −2.3 (27.9)   | 3.5 (38.3)    | 9.5 (49.1)    | 14.6 (58.3)   | 19.6 (67.3)   | 22.4 (72.3)   | 21.2 (70.2)   | 15.9 (60.6)   | 9.0 (48.2)    | 1.5 (34.7)    | −4.5 (23.9)   | 8.7 (47.6)    |
| 역대 최저 기온 °C (°F)                                        | −22.5 (−8.5)  | −23.1 (−9.6)  | −10.0 (14.0)  | −5.0 (23.0)   | 1.3 (34.3)    | 8.5 (47.3)    | 14.7 (58.5)   | 10.7 (51.3)   | 2.3 (36.1)    | −5.0 (23.0)   | −12.8 (9.0)   | −17.6 (0.3)   | −23.1 (−9.6)  |
| 평균 강수량 mm (인치)                                         | 4.4 (0.17)    | 6.4 (0.25)    | 10.2 (0.40)   | 30.4 (1.20)   | 39.0 (1.54)   | 50.5 (1.99)   | 114.2 (4.50)  | 84.4 (3.32)   | 62.8 (2.47)   | 37.9 (1.49)   | 16.1 (0.63)   | 2.9 (0.11)    | 459.2 (18.07) |
| 평균 강수일수 (≥ 0.1 mm)                                      | 2.2           | 2.8           | 3.9           | 5.2           | 6.9           | 8.2           | 10.4          | 9.1           | 8.9           | 6.3           | 4.5           | 1.9           | 70.3          |
| 평균 강설일수                                                 | 3.0           | 2.7           | 0.9           | 0.2           | 0             | 0             | 0             | 0             | 0             | 0             | 1.3           | 2.2           | 10.3          |
| 평균 상대 습도 (%)                                            | 54            | 52            | 48            | 50            | 52            | 54            | 65            | 69            | 69            | 68            | 64            | 57            | 59            |
| 평균 월간 일조시간                                            | 121.1         | 141.4         | 184.8         | 215.5         | 235.4         | 219.4         | 210.3         | 197.2         | 163.7         | 153.8         | 130.6         | 117.3         | 2,090.5       |
| 가능 일조율                                                   | 39            | 46            | 49            | 55            | 54            | 50            | 48            | 48            | 45            | 45            | 43            | 39            | 47            |
| 출처: 중국기상국 (평년값: 1991년~2020년, 극값: 1971년~2010년) |               |               |               |               |               |               |               |               |               |               |               |               |               |

## 행정 구역

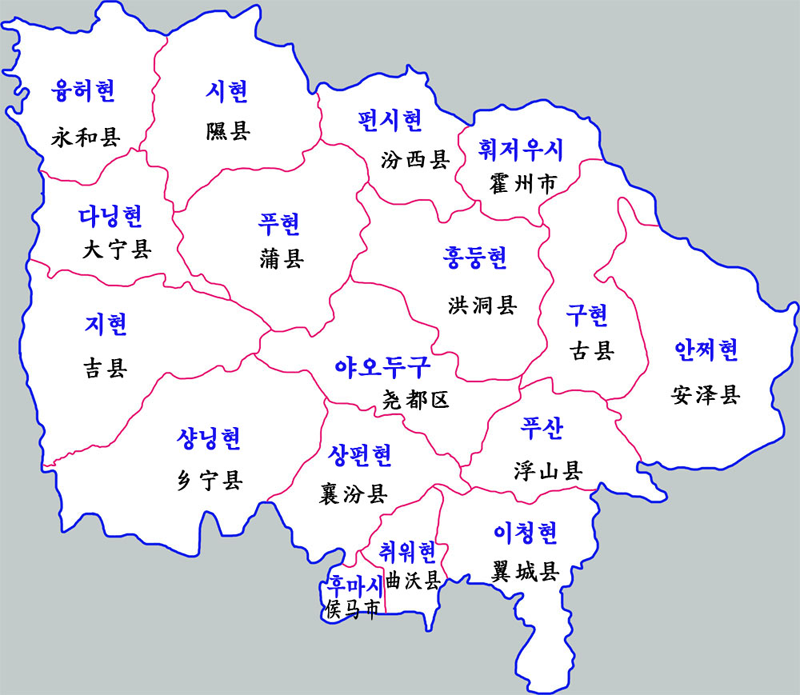
린펀시 현급 행정구역도

시할구
- 야오두구(尧都区)

현급시
- 허우마시(侯马市)
- 훠저우시(霍州市)

현
- 펀시현(汾西县)
- 지현(吉县)
- 안쩌현(安泽县)
- 다닝현(大宁县)
- 푸산현(浮山县)
- 구현(古县)
- 시현(隰县)
- 샹펀현(襄汾县)
- 이청현(翼城县)
- 융허현(永和县)
- 샹닝현(乡宁县)
- 취워현(曲沃县)
- 훙둥현(洪洞县)
- 푸현(蒲县)